# Nanumea
Nanumea es el atolón situado más al noroeste del país de Tuvalu. Según el censo de 2017 tenía una población de 512 habitantes.
Es un atolón que además posee una laguna. Las leyendas dicen que los primeros colonizadores fueron dos mujeres llamadas Pai y Vau, y un hombre llamado Tefolaha las tomó. 
Los nanumeanos celebran una fiesta católica llamada Pati, que al principio significaba "el día de Tefolaha y Jesús". 
El atolón se compone de seis islas: Lakena, Lefogaki, Nanumea, Teatua a Taepoa, Temotufoliki y una última isla sin nombre. Nanumea es la más grande de ellas.

### Geografía
Situada a lo largo de un borde del llamado triángulo polinésico, Nanumea se encuentra justo al sur de las islas Gilbert, que son micronesias en lengua y cultura. Nanumea es un atolón clásico, una serie de islotes de baja altitud asentados sobre una plataforma de arrecife de coral que rodea una laguna. Con aproximadamente 12 kilómetros de largo por 2,5 kilómetros de ancho en tamaño total, el área de tierra firme es de aproximadamente 3,9 kilómetros cuadrados. Los dos islotes más grandes, Nanumea y Lakena, comprenden el 90% de la superficie terrestre del atolón.
Desde principios de la década de 1990, el uso de redes y arpones ha estado prohibido en todas las partes de la laguna y el Área de Conservación de Nanumea se estableció en 2006. El Área de Conservación de Nanumea cubre aproximadamente 2 kilómetros cuadrados y consta de aproximadamente el 10% del área de arrecifes del atolón, incluidos hábitats marinos y 2 islotes. En 2010 se realizó un estudio de la zona de conservación.
Los pueblos más grandes son Haumaefa con 187 habitantes (2012) y Lolua con 187 habitantes (2012). La escuela primaria es la Escuela Primaria  Kaumale. Hay hogares dispersos a lo largo de la laguna desde la aldea de Nanumea en Matagi y en Motu Foliki, y en el extremo sureste del islote Lakena. Además de Nanumea y Lakena, hay tres islotes mucho más pequeños, Motu Foliki, Lafogaki y Te Afua-a-Taepoa, repartidos por la llanura del arrecife circundante. Hay 2 bosques de manglares, un pequeño parche al sur de Nanumea y otro en el islote de Lakena.
En marzo de 2015 Nanumea sufrió daños en casas, cultivos e infraestructura como resultado de las marejadas provocadas por el ciclón Pam.

### Historia

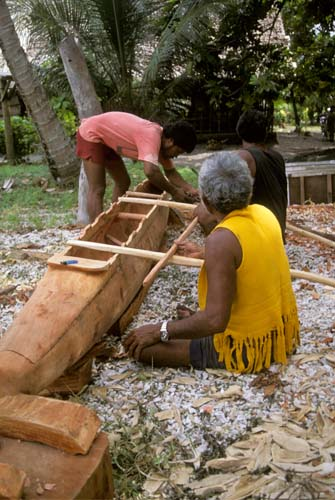

La historia de Nanumea describe un asentamiento liderado por un explorador/aventurero y guerrero del sur llamado Tefolaha. Algunos relatos dicen que Tefolaha y su tripulación vinieron de Tonga, otros nombran Samoa , pero no es seguro si estos nombres se refieren a las actuales Tonga y Samoa. Tefolaha, dicen los relatos tradicionales, encontró la isla de Nanumea poblada por dos mujeres, Pai y Vau, quienes se creía que la habían formado con cestas de arena. Tefolaha apostó con ellos por la isla y finalmente la ganó mediante engaños, tras lo cual Pai y Vau partieron. Los hijos e hijas de Tefolaha son hoy los antepasados fundadores de las principales familias y los siete linajes principales de Nanumea. La población actual también desciende de los miembros de la tripulación que llegaron con Tefolaha y de visitantes posteriores del pasado más lejano y más reciente. Las tradiciones nanumean describen los islotes Motu Foliki, Lafogaki y Te Afua-a-Taepoa, como formados cuando la arena se derramó de las cestas de dos mujeres, Pai y Vau, cuando Tefolaha las obligó a abandonar Nanumea. 
Se estima que la población de Nanumea entre 1860 y 1900 oscilaba entre 500 y 600 personas. 
La oficina de correos de Nanumea abrió sus puertas alrededor de 1919.

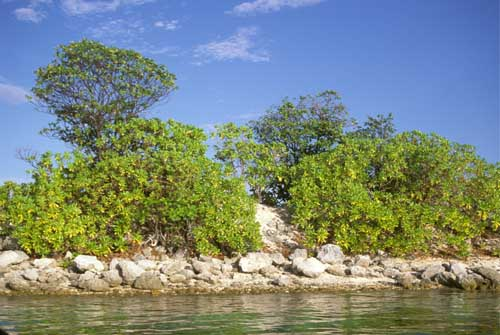
Playa de Nanumea

En Nanumea, los barcos auxiliares que parten hacia los barcos interinsulares recorren el "Pasaje Americano" y descargan pasajeros y carga en un pequeño muelle dentro de la laguna protegida.  